# Хармен Терборх
Хармен Терборх (на нидерландски: Harmen ter Borch) е нидерландски живописец и график.

## Биография
Хармен Терборх е кръстен на 11. ноември 1638 г. в Зволе. Той е син на Герард Терборх Стария и по-малък брат на Герард Терборх Младия, на Гезина Терборх и по-голям брат на Мозес Терборх и се учи да рисува при своя баща.
До шестнайсетата си годишнина Хармен рисува талантливо жанрови сцени с персонажи предимно деца и войници.
През 1661 г. Хармен изоставя рисуването, за да поеме обществените длъжности или част от тях от своя баща Герард Терборх.
Умира в 1662 г. в Зволе.